# 表达方式
表達方式（英语：Rhetorical modes），是文字作品中為表述特定内容所使用的特定方法與手段
。表語方式隨語言表達的產生發展而逐步形成。中文中常見的五種表達方式有描寫、記敘、說明、議論和抒情。